# Ernest Steward
Ernest „Ernie“ Walter H. Steward (* 8. Januar 1914 in London-Hackney, Vereinigtes Königreich; † 8. April 1990 in Slough, Grafschaft Berkshire) war ein britischer Kameramann.

## Leben und Wirken
Steward stieß im März 1930 im Alter von 16 Jahren  als sog. Clapper Boy der British International Pictures zum Film. Noch im selben Jahr gab er bei The Yellow Mask seinen Einstand als Kameraassistent. 1935 stieg Steward zum einfachen Kameramann auf und fotografierte Filme wie Invitation to the Waltz (1935) und Once in a Million (1936). Während des Zweiten Weltkriegs wurde Ernie Steward eingezogen und diente beim Patrol Service der Kriegsmarine, anschließend in der Royal Film Unit.
1947 kehrte er ins Zivilleben zurück und wurde von den Pinewood Studios erneut als einfacher Kameramann eingestellt. Bei dem Krimi „Auf falscher Spur“ erhielt Ernest Steward 1950 erstmals Gelegenheit, als Chefkameramann zu arbeiten. Regie führte Ralph Thomas, für den Steward bis 1971 bei all dessen 32 Folgefilmen hinter der Kamera stehen sollte. Wenige Jahre zuvor begann Steward auch erstmals einige Werke der Carry-On-Filmreihe von Ralphs Bruder Gerald Thomas zu fotografieren. Ende der 1970er Jahre war er überdies Kameramann bei zwei populären britischen Fernsehkrimiserien, Mit Schirm, Charme und Melone und Die Profis. Nach seiner Kameratätigkeit bei dem Kinoklamauk The Wildcats of St. Trinians zog sich Ernest Steward ins Privatleben zurück.

## Filmografie
- 1950: Auf falscher Spur (The Clouded Yellow)
- 1951: Appointment With Venus
- 1952: Venetian Bird
- 1953: A Day to Remember
- 1954: Aber, Herr Doktor… (Doctor in the House)
- 1954: Das Millionenbaby (To Dorothy a Son)
- 1955: Doktor Ahoi! (Doctor at Sea)
- 1955: X-Boote greifen an (Above Us the Waves)
- 1956: Straße des Todes (Checkpoint)
- 1956: Der eiserne Unterrock (The Iron Petticoat)
- 1956: Hilfe, der Doktor kommt! (Doctor at Large)
- 1957: Gefährliches Erbe (Campell‘s Kingdom)
- 1958: Zwei Städte (A Tale of Two Cities)
- 1958: …denn der Wind kann nicht lesen (The Wind Cannot Read)
- 1958: Passionate Summer – Ein Sommerflirt (Passionate Summer)
- 1959: Die 39 Stufen (The 39 Steps)
- 1959: Treppauf – Treppab (Upstairs and Downstairs)
- 1960: Verschwörung der Herzen (Conspiracy of Hearts)
- 1960: Dreimal Liebe täglich (Doctor in Love)
- 1960: Das Signal steht auf Rot (Piccadilly Third Stop)
- 1960: Und morgen alles (No Love for Johnny)
- 1961: Not My Darling Daughter
- 1961: Das letzte Wort hat sie (A Pair of Briefs)
- 1962: Die sieben Schlüssel (Seven Keys)
- 1962: Unbekannte Gauner (Crook Anonymous)
- 1962: Gentlemankillers (The Wrong Arm of the Law)
- 1962: Schule des süßen Lebens (Bitter Harvest)
- 1963: Doktor in Nöten (Doctor in Distress)
- 1963: Manche mögen’s geheim (Hot Enough for June)
- 1964: Freiwild unter heißer Sonne (The High Bright Sun)
- 1964: In Beirut sind die Nächte lang (24 Hours to Kill)
- 1965: Ich, Dr. Fu Man Chu (The Face of Fu Manchu)
- 1965: Geheimnis im blauen Schloß (Ten Little Indians)
- 1966: Das Rätsel des silbernen Dreieck (Circus of Fear)
- 1966: Die 13 Sklavinnen des Dr. Fu Man Chu (The Brides of Fu Manchu)
- 1966: Heiße Katzen (Deadlier Than the Male)
- 1967: Der Haftbefehl (Nobody Runs Forever)
- 1968: Alles unter Kontrolle – keiner blickt durch (Carry On… Up the Khyber)
- 1968: Das total verrückte Campingparadies (Carry on Camping)
- 1969: Some Girls Do
- 1969: Das total verrückte Irrenhaus (Carry On Again Doctor)
- 1969: Die total verrückte Königin der Amazonen (Carry On Up the Jungle)
- 1970: Die Pechvögel (One More Time)
- 1970: Ein blinder Passagier hat‘s schwer (Doctor in Trouble)
- 1970: Liebe, Liebe usw. (Carry On Loving)
- 1970: Spatz in der Hand (Percy)
- 1971: Auf der Suche nach Liebe (Quest for Love)
- 1971: Ein Streik kommt selten allein (Carry On at Your Convenience)
- 1972: Ein total verrückter Urlaub (Carry On Abroad)
- 1972: Sie reiten wieder (Steptoe & Son Ride Again)
- 1972: Ein ganz frivoles Nummernkonto (Ooh … You are Awful)
- 1973: Das Grab der lebenden Puppen (Dark Places)
- 1973: Den Aasgeiern eiskalt serviert (Callan)
- 1974: Mach’ weiter, Dick! (Carry On Dick)
- 1974: Ein Mann namens Hennessy (Hennessy)
- 1975: Der total verrückte Mumienschreck (Carry On Behind)
- 1976: Retter der Nation (Carry On England)
- 1976–77: Mit Schirm, Charme und Melone (Fernsehserie)
- 1977–78: Die Profis (Fernsehserie)
- 1980: The Wildcats of St. Trinians